# Střešovice
Střešovice – część Pragi. W 2006 zamieszkiwało ją 6833 mieszkańców.